# Чески Щернберк (замък)
Чески Щернберк (на чешки: Český Šternberk) е готически замък на левия бряг на река Сазава, в близост до магистрала D1 и едноименния град в окръг Бенешов. Разположен е на планинско било на надморска височина от около 350 метра. Паметник на културата от 1965 г., а от 2008 г. е национален паметник на културата на Чешката република.

## История
Замъкът е построен през 13 век на висок скалист бряг на средното течение на река Сазава. Основан е през 1241 г. от Здеслав от Дивишов. Името му произлиза от герба на рода Дивишови – златни осмовърхи звезди (на немски: Stern – звезда, Berg – планина).
През 15 век, замъкът сменя собствениците си за първи път. Новите владетели са от рода Холицки от Щернберк. През 1467 г. е завладян от армията на крал Иржи Подебради – Петер II Холицки от Щернберк († 1514 г.) и Зденек Конопищки от Щернберк († 1476 г.) са членове на Зеленохорското братство, което е настроено срещу краля. Замъкът и имението са върнати на Щернберките от крал Владислав II през 1479 година.
Ян Вацлав умира през 1712 г. и след последвалия залез на рода Холицки, замъкът и наследството попадат в ръцете на други собственици. През 1841 г. обаче замъкът е закупен от Зденек от Щернберк и семейството го притежава до 1949 г., когато е отчужден от държавата. Въпреки всичко, тогавашният собственик, Иржи Щернберг (1888 – 1965), успява да стане администратор на замъка и по този начин работи като кастелан в бившия си замък. По време на работата си, той успява да състави опис на замъка и да спаси много оригинални предмети.
При реституцията през 1992 г., замъкът е върнат на потомъка на първоначалните собственици, Зденек Щернберг.
Помещенията в замъка са отворени за обществеността през цялата година, с изключение на личните покои на семейството на собственика.

## Архитектурно развитие
По време на съществуването си замъкът е преустрояван няколко пъти, както повечето чешки замъци. Ранният му готически вид все още се вижда в ядрото на комплекса. През 14 век защитната система на замъка е подобрена чрез изграждането на отбранителна кула в северната му част, която е свързана с него чрез стена. През 15 и 16 век замъкът е увреден от кралската армия и са извършени няколко ремонта. Системата за отбрана отново е подобрена – поради ниската южна стена е изграден издаден (запазен и до днешно време в много добро състояние) бастион. През 17 век в замъка работи италианският майстор-щукатьор Карло Брентано. Щернберк претърпява последния си основен ремонт през 1751 г., когато е завършен долния замък до оградната стена.

### Южен бастион
След обсадата през 1467 г., на опасното било на южната страна на замъка е построен усъвършенстван бастион, пред който и до днешно време са запазени останки от обсадните работи. Той се състои от многоъгълна кула с остро издаден ръб, обърнат на юг по периметъра на външните укрепления. В задната част на кулата има стълбище. Подземието ѝ е било място за съхранение (вероятно помещение за барута), а на първия етаж пет коридора завършват в голяма централна кръгла стая, в която е имало тежки оръдия. Една от вратите е била по-голям портал, през който в кулата са се вкарвали оръдията. Вторият етаж е бил дървен или полуизграден с дървен материал. На едно от страните на кулата е имало долепена дървено помещение, в което е живеела стражата, с каменна камина. Оградата около кулата първоначално е била дървена, но по-късно е заменена с тухлена стена, с течение на времето допълнена от артилерийски амбразури, насочени на северозапад. Предната част на бастиона е била защитена от ров.

## Забележителности
| година | Брой посетители |
| ------ | --------------- |
| 2015   | 76 957          |
| 2016   | 77 401          |
| 2017   | 89 474          |
| 2018   | 83 848          |

Сградата е отворена за обществеността. Като част от обиколката може да се разгледат 16 пространства и помещения:
1. Стълбище с колекция от графики, повечето от които изобразяват сцени от Тридесетгодишната война и идват от хрониката на Theatrum Europaeum. Общо колекцията на замъка се състои от 545 гравюри, което я прави една от най-големите монотематични колекции по рода си в Европа.
2. Рицарската зала (по-рано наричана Зала на предците), която е най-голямата стая на замъка, с щукатура от втората половина на 17 век. На стените висят няколко портрета на военни водачи от периода на Тридесетгодишната война, както и портрет на чешкия крал Иржи Подебради, чиято първа съпруга е Кунхута от Щернберк. Гербовете в щукатурата обикновено не съответстват на портретите. Портретите се допълват от графики на Чески Щернберк, рисувани през 18 и 19 век.
3. Параклис на Свети Себастиан, основан от Вацлав Иржи Холицки от Щернберк. Картината на светеца е от неизвестен холандски художник от първата половина на 17 век. Поставена в е рамка в стил рококо в чешка резбарска работилница.
4. Жълтият салон е с богата щукатура на тавана от италианския майстор Карло Брентано. Стените са покрити със стенописи от началото на 19 век. Има и камина от същия период. Мебелите са в стил Луи XVI. На стената висят портрет на Каролина от Щернберк от чешкия художник Франтишек Женишек и портрет на жена от английския портретист Джордж Ромни.
5. Розов салон (будоар) с декорации от Карло Брентано.
6. Библиотека. Сред томовете има книги за историята на Щернберките като Aetas aurea familiae Sternbergicae от 1698 г. от Вилем от Глаухов или Geschichte der Helden von Sternberg от П. Дж. Танър.[8]
7. Трапезария.
8. Стая, в която са изложени играчки.
9. Холандска зала.
10. Работният кабинет на Иржи Щернберг, при когото замъкът е национализиран от комунистите през 1949 г. Помещението е доминирано от родословни портрети на стените. Последният от тях изобразява Зденек Щернберг, който получава замъка обратно през 1992 година.
11. Салон с ветрила.
12. Кабинетът на Филип Щернберк.
13. Стаята на Кашпар Щернберк е посветена на паметта на натуралиста, колекционера и съоснователя на днешния Национален музей. Граф Кашпар Мария Щернберк, чийто портрет виси на стената, никога не е живял в замъка. В стаята е изложен столът му за четене.
14. Спалня.
15. Ловна зала.
16. Стая над стълбището, в която има картина, изобразяваща битката при Храдец Кралове (1866 г.).

## Галерия
- Гледка на замъка от птичи поглед
- Изглед от десния бряг на Сазава
- Изглед към замъка от десния бряг на Сазава
- Кръгла кула с мост
- Достъп до замъка през моста
- Параклисът на Св. Себастиан
- Рицарска зала
- Салон за закуска
- Мъжки салон
- Малка библиотека
- Зелен салон
- Коридор на замъка
- Колекция от лули в кабинета на Филип от Щернберк
- Родословно дърво с портрети в кабинета на Иржи Щернберг